# Contact-V
Contact-V (tiếng Nga: Контакт-V) là tên một loại giáp phản ứng nổ (ERA, explosive reactive armour) dùng cho xe tăng do Nga sản xuất. Контакт là một dạng "навесной вариант" chỉ rằng thiết bị này là phương tiện lắp thêm.

Contact kích nổ trực tiếp

Bố trí Contact-V trên tháp pháo và dốc trước xe tăng

Contact chống cả đạn KE và đạn HEAT (Contac-V ngày nay)

Người đầu tiên đề nghị sử dụng giáp phản ứng nổ trên thế giới là viện sĩ người Nga B.V. Voitsekhovsky vào cuối những năm 1950, sau đó ông thực hiện mẫu thử vào đầu những năm 1960. Cùng lúc, một nhà khoa học người Đức là Manfred Held cũng thử nghiệm thành công cuối những năm 1960. Lúc đó, việc sử dụng giáp này bị bỏ qua vì chưa sắp xếp được bộ binh đi cùng xe tăng thích hợp. Thực tế chiến tranh cho thấy sự cần thiết của ERA, người Israel chế tạo và sử dụng trong chiến trận lần đầu năm 1982, rất hữu dụng. Từ đó, ERA được nhiều nước chấp nhận sử dụng.
Kiểu ERA Contact-V được thiết kế cho các xe tăng T-72B đến T-90. Thiết bị gồm nhiều phần tử nổ, gọi là "ngói ERA", các phần tử nổ được sắp xếp trong các khối phẳng. Các khối này được lắp thành hình chữ V úp vào sườn tháp pháo và lắp phủ trên thành xe. Mỗi phần tử nổ có một tấm đậy bằng thép cường độ cao. Có hai kiểu kích nổ.
1. Kiểu kích nổ trực tiếp: Đạn từ ngoài bắn trúng các phần tử nổ, kích nổ chúng, tấm đậy bật ra hứng chịu luồng khí nóng mạnh từ đạn lõm xuyên giáp, làm phân tán năng lượng, giảm được trên một nửa sức xuyên của luồng này. Kiểu này sử dụng tấm đậy mỏng hơn, yếu hơn, chỉ chắn được đạn lõm.
2. Kiểu kích nổ có điều khiển: Khi một tấm nhận được phát bắn từ thanh xuyên KE của đạn APDS, mạch điện kích nổ các tấm khác trên đường KE. Tấm đậy được làm dày và chắc. Dưới liều nổ có nhiều lớp phân tán như giáp liên hợp. Thanh xuyên KE bị đẩy nghiêng, phát triển độ nghiêng qua các lớp phân tán, khi vào giáp chính bằng thép dày, gãy và phân tán lực xuyên.

Ukraine phát triển một hệ thống nguyên lý tương tự, nhưng dùng các hộp dày trong đặt các phần tử nổ lõm, tên "НОЖ" (Con Dao).
Bố trí Contact-V trên T-80:
Tổng khối lượng: 1.5 t
Tổng số khối: 26 khối
Trên tháp pháo:8
Dốc trước: 12
Sườn: 6
Tổng số ngói ERA 4S22 lợp trên xe: 360 viên ngói.
Tác dụng cản đạn HEAT:
Góc chạm 0°: >55%
Góc chạm ±20° thân: >45%
Góc chạm ±35° tháp pháo: >45%
Giảm sức đạn APDS: 1,2
Không bị kích nổ khi bị bắn bằng đạn xuyên 7,62mm, 12,7mm, mảnh đạn và đạn nổ 30mm. Không bị kích nổ lẫn nhau giữ các ERA. Không bị nổ khi đốt cháy.
Nhiệt độ làm việc: -50 °C/+ 50 °C
Tuổi thọ: 10 năm